# William Henry Smyth

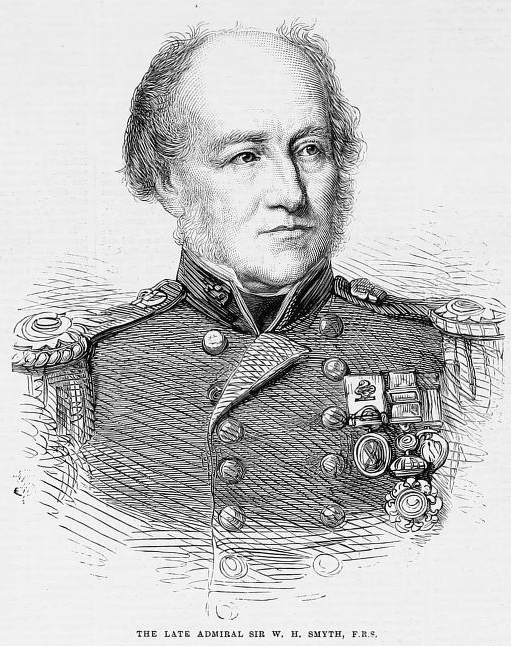
William Henry Smyth

William Henry Smyth (* 21. Januar 1788 in Westminster, London; † 9. September 1865 in Cardiff, Wales) war Admiral der Royal Navy und ein britischer Astronom.

## Leben
Als einziger Sohn des Amerikaners Joseph Smyth und seiner Frau Georgiana Caroline Pitt Pilkington wurde  William Henry Smyth in England geboren. Ohne seinen Vater kennengelernt zu haben, wuchs er mit den Halbgeschwistern
Augustus und Phoebe Earle auf.
Mi 15 Jahren büxte er aus und begann auf einem Handelsschiff der Ostindien-Kompanie seine Seemannskarriere.
Als das Schiff der Royal Navy für militärische Zwecke unterstellt wurde, wechselte Smith zur Navy und sammelte Erfahrungen auf verschiedenen mit Kanona ausgestatteten Seglern in indischen, chinesischen und australischen Gewässern. Während der Napoleonischen Kriege diente er 1810–1821 im Mittelmeer, wo er den Rang eines Admirals erreichte. 1815 heiratete er Eliza Anne Warington, genannt „Annarella“, einzige Tochter von Thomas Warington, des Britischen Vizekonsuls aus Neapel. Sie wurde seine Begleiterin und Assistentin bei all seinen späteren wissenschaftlichen Arbeiten.
Während eines Auftrags zur Bestimmung von schiffbaren Gewässern traf er 1817 den italienischen Astronomen Giuseppe Piazzi in Palermo und besuchte dessen Sternwarte. Dadurch wurde sein Interesse für die Astronomie erweckt.
So nahm er 1825 nahm Abschied von der Marine und gründete eine Privatsternwarte in Bedford, England die mit einem Fernrohr mit 15 cm Öffnungsweite von Tully ausgestattet war. Er beobachtete damit über zwei Jahrzehnte eine Vielzahl an Deep Sky Objekten, 1844 veröffentlichte er seine Beobachtungen unter dem Titel Cycle of Celestial Objects. Dies brachte ihm 1845 die Goldmedaille der Royal Astronomical Society ein und zugleich den Vorsitz der Gesellschaft.
Der erste Band seiner Arbeit handelte über Astronomie allgemein, aber der zweite Band enthielt die Entdeckungen  von 1.604 neuen Doppelsternen und Nebeln und wurde als Bedford Catalogue bekannt; er diente in Fachkreisen als Standardwerk für die folgenden Jahre. Kein Beobachter vor ihm hatte einen so ausführlichen Katalog lichtschwacher Objekte erstellt.
1826 wurde Smyth zum Fellow der Royal Society gewählt und war deren Vize-Präsident 1836–1837, 1846–1847, 1856–1857. 1837 wurde er korrespondierendes Mitglied der Académie des sciences.
1839 hatte er seine Beobachtungen abgeschlossen und ging in Cardiff in den Ruhestand. Seine Sternwarte wurde abgebaut, sein Teleskop an John Lee verkauft und in einer neuen Sternwarte im Hartwell House untergebracht. Smyth hatte aber immer noch die Gelegenheit, es zu benutzen, da sein Haus an der St. John’s Lodge in Stone nicht weit davon entfernt war, und konnte  bis 1859 weitere astronomische Beobachtungen durchführen. Das Teleskop befindet sich heute im Science Museum in London.
1847 wurde Smyth in die American Academy of Arts and Sciences gewählt. Smyth erlitt Anfang September 1865 einen Herzinfarkt und schien sich zunächst wieder zu erholen. Am 8. September zeigte er seinem Enkelsohn Arthur Smyth Flower den Planeten Jupiter durch ein Teleskop. Einige Stunden später, am Morgen des 9. September, starb er im Alter von 78 Jahren in seinem Haus St. John’s Lodge im walisischen Cardiff. Er wurde auf dem Friedhof in Stone, Buckinghamshire nahe Aylesbury beerdigt.

## Familie
Seine Mutter, Georgina Caroline Pitt Pilkington, war eine Enkelin der irischen Schriftsteller Matthew und Laetitia Pilkington.
William hatte drei Söhne: Charles Piazzi Smyth, Sir Warington Wilkinson Smyth und General Sir Henry Augustus Smyth. Von seinen Töchtern heiratete Henrietta Grace Smyth den Mathematikprofessor Baden Powell und war selbst Mutter von Robert Baden-Powell, während Georgiana Rosetta Smyth Sir William Henry Flower heiratete.

## Trivia
Das Mondmeer Mare Smythii, eines der kleineren Maria, das sich aber durch eine Schwereanomalie auszeichnet,  wurde nach ihm benannt. Ebenso erhielt in der Antarktis das Kap Smyth von Sturge Island seinen Namen.

## Werke
- Memoir descriptive of the resources, inhabitants, and hydrography, of Sicily and its islands : interspersed with antiquarian and other notices. Verlag: John Murray, London 1824.
- Sketch of the Present State of the Island of Sardinia. Verlag John Murray, London 1828.
- The Life and Services of Captain Philip Beaver. Verlag: John Murray, London 1829
- Descriptive Catalogue of a Cabinet of Roman Imperial Large-brass Medals. Verlag: James Webb, Bedford 1834.
- A cycle of celestial objects : for the use of naval, military, and private astronomers. Volume First. Prolegomena. Verlag: J.W. Parker, London 1844.
- A cycle of celestial objects : for the use of naval, military, and private astronomers. Volume the second. The Bedford Catalogue. Verlag: J. W. Parker, London 1844.
- Ædes Hartwellianæ: Or, Notices of the Manor and Mansion of Hartwell. Printed for private circulation, by J.B. Nichols and Son, London 1851
- Addenda to the Aedes Hartwellianae. Printed for private circulation, by J.B. Nichols and Son, London 1864.
- The Mediterranean : a memoir physical, historical, and nautical. Verlag: John W. Parker and Son, London 1854.
- Carl Boettger: Das Mittelmeer. Eine Darstellung seiner physischen Geographie, nebst andern geographischen, historischen und nautischen Untersuchungen, mit Benutzung von Rear-Admiral Smyth’s Mediterranean. Verlag: Gustav Mayer, Leipzig 1859
- Girolamo Benzoni: History of the New World. Übersetzt aus dem Italienischen von Rear Admiral W. H. Smyth. Printed for Hakluyt Society 1857.
- Francois Arago: Biographies of Distinguished Scientific Men. 1st Serie. Übersetzer: Admiral W. H. Smyth, The Rev. Baden Powell and Robert Grant. Verlag: Ticknor and Fields, Boston 1859. Riverside, Cambridge: Printed by H.O. Houghton and Company.
- Francois Arago: Biographies of Distinguished Scientific Men. 2nd Serie. Übersetzer: Admiral W. H. Smyth, The Rev. Baden Powell, Robert Grant and Sir William Fairbairn. Verlag: Ticknor and Fields, Boston 1859
- by the late Admiral William Henry Smyth: The sailor’s word-book : an alphabetical digest of nautical terms, including some more especially military and scientific ... as well as archaisms of early voyagers, etc. Revised for the press by Vice-Admiral Sir Edward Belcher. Verlag Blackie and Son, London 1867.
- William Henry Smyth: A Cycle Of Celestial Objects. Verlag: The Clarendon Press, Oxford. 2nd edition 1881